# Mantispa phaeonota
Mantispa phaeonota är en insektsart som beskrevs av Navás 1933. Mantispa phaeonota ingår i släktet Mantispa och familjen fångsländor. Inga underarter finns listade i Catalogue of Life.